# 威洛瓦利 (印地安納州)
威洛瓦利（英語：Willow Valley）是位於美國印地安納州馬丁縣的一個非建制地區。該地的面積和人口皆未知。